# Monument à la mémoire de Martin Luther
Le Mémorial de Luther à Worms a été créé en l'honneur du réformateur Martin Luther, par Ernst Rietschel (Conception d'ensemble ainsi que des statues de Luther et de John Wyclif) et dévoilée au 25 juin 1868. Avec le Monument international de la Réformation à Genève il est considéré mondialement comme le plus grand monument commémoratif de la Réforme (en allemand : Reformationsdenkmal).

## Histoire

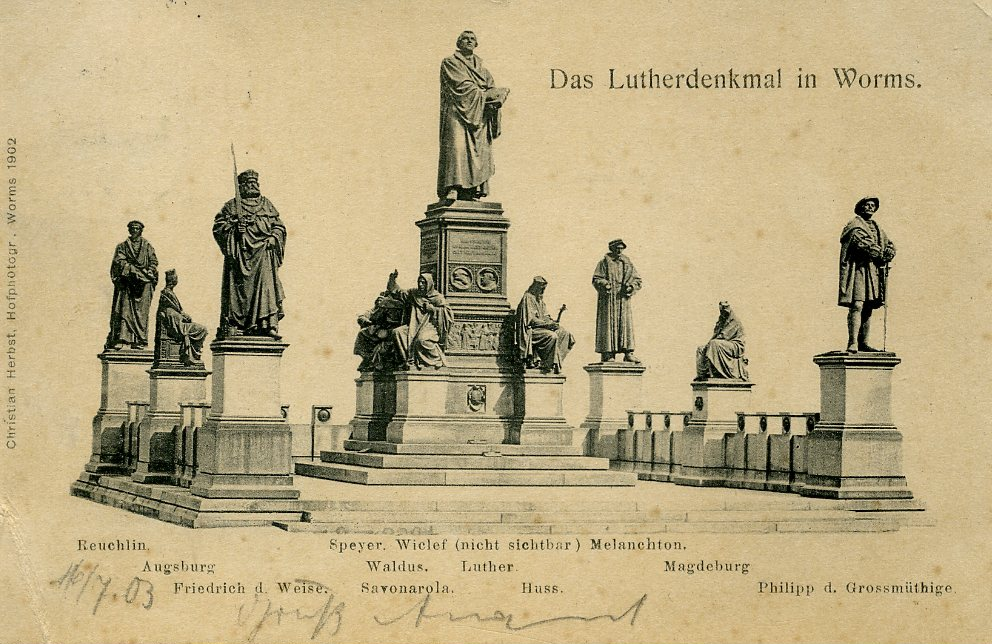
Carte postale de 1902

La motivation principale pour l’érection du mémorial était d’abord l’affichage des 95 thèses, le 31 octobre 1517 à Wittemberg, puis le rôle de Luther devant le Diète de Worms en 1521, où il défend ses thèses devant l’empereur Charles Quint.
Ernst Rietchel, qui créé le plan général, est soutenu par ses élèves Adolf von Donndorf (statues : Waldus, Jérôme Savonarole, Johannes Reuchlin, Friederich der Weise et Magdeburg en deuil (personnifiée)), Johannes Schilling (statues : Spire (personnifiée)) et Gustav Adolph Kietz (statues : Jan Hus, Philippe Mélanchthon, Philippe le Magnanime et allégorie de la Confession de Augsbourg) mais aussi par l’architecte Georg Hermann Nicolai, un élève de Gottfried Semper.
Le monument est coulé à Lauchhammer. Cette statue de Luther, dans la version de Rietschel au centre du monument, devint la référence pour la représentation de Luther à la fin du XIXe siècle et est imitée pour ériger de nombreux autres monuments à Luther en Europe centrale et en Amérique du Nord, comme devant la Luther Place Memorial Church de Washington D.C.

## Galerie

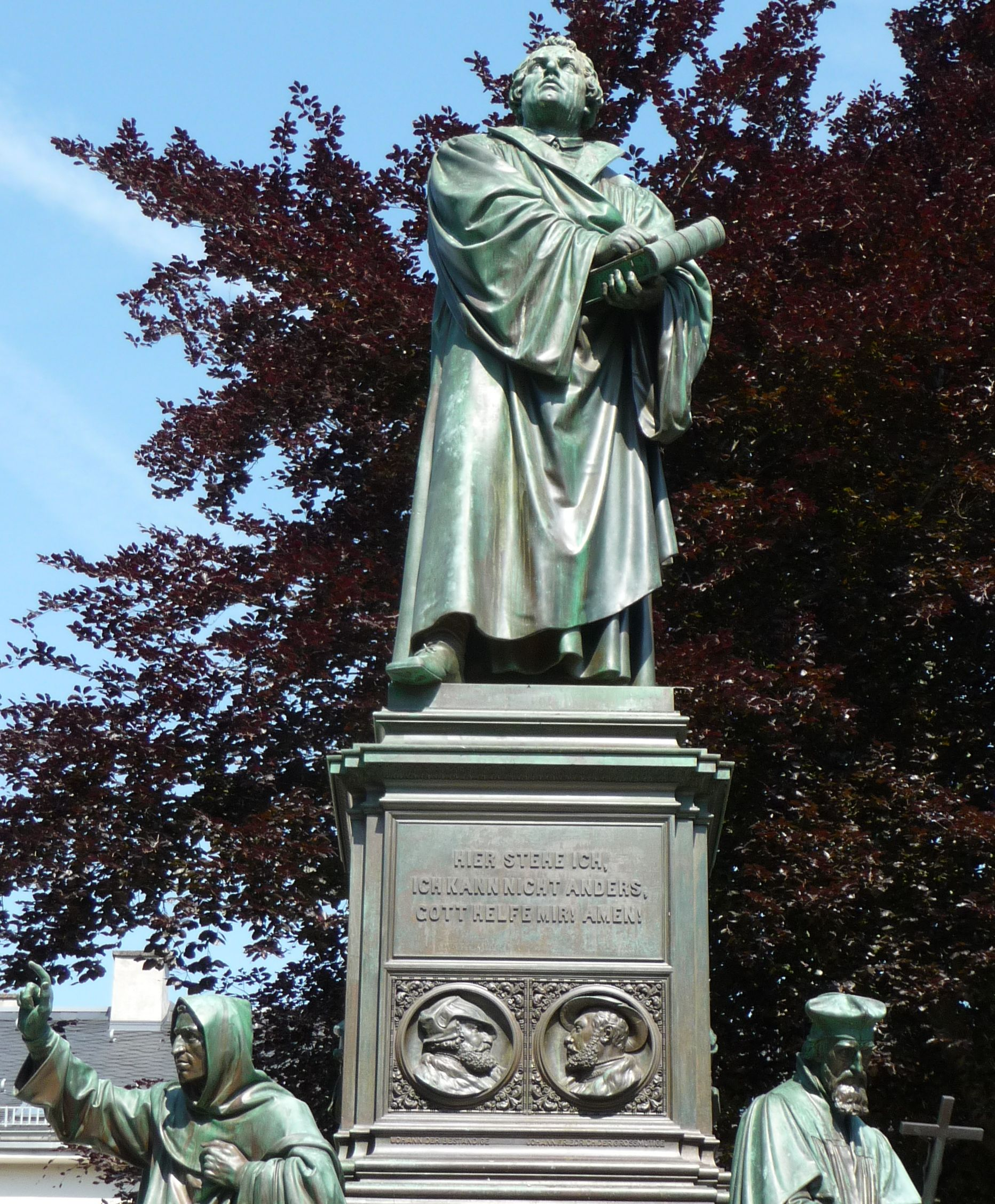
Martin Luther
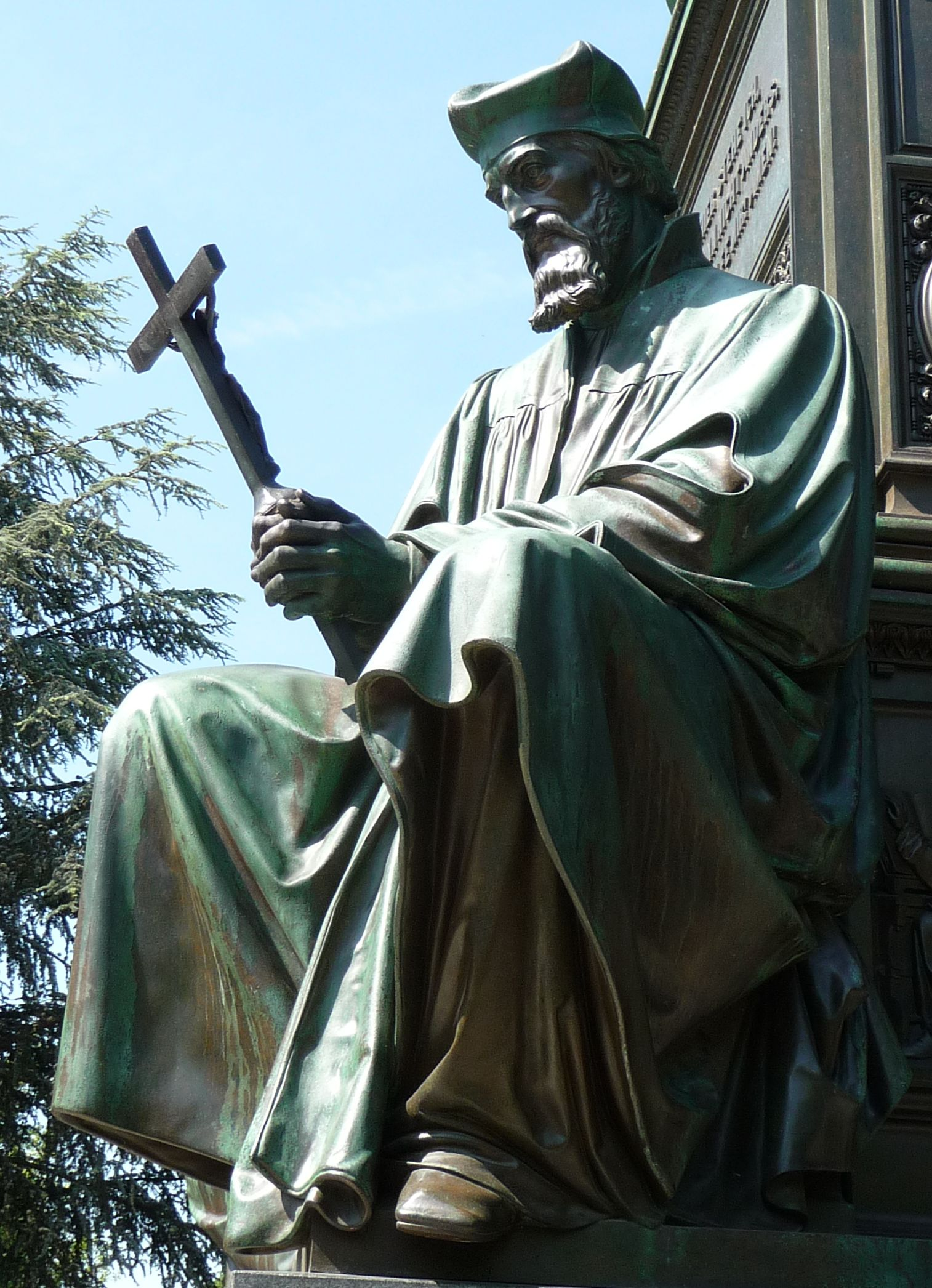
Jan Hus
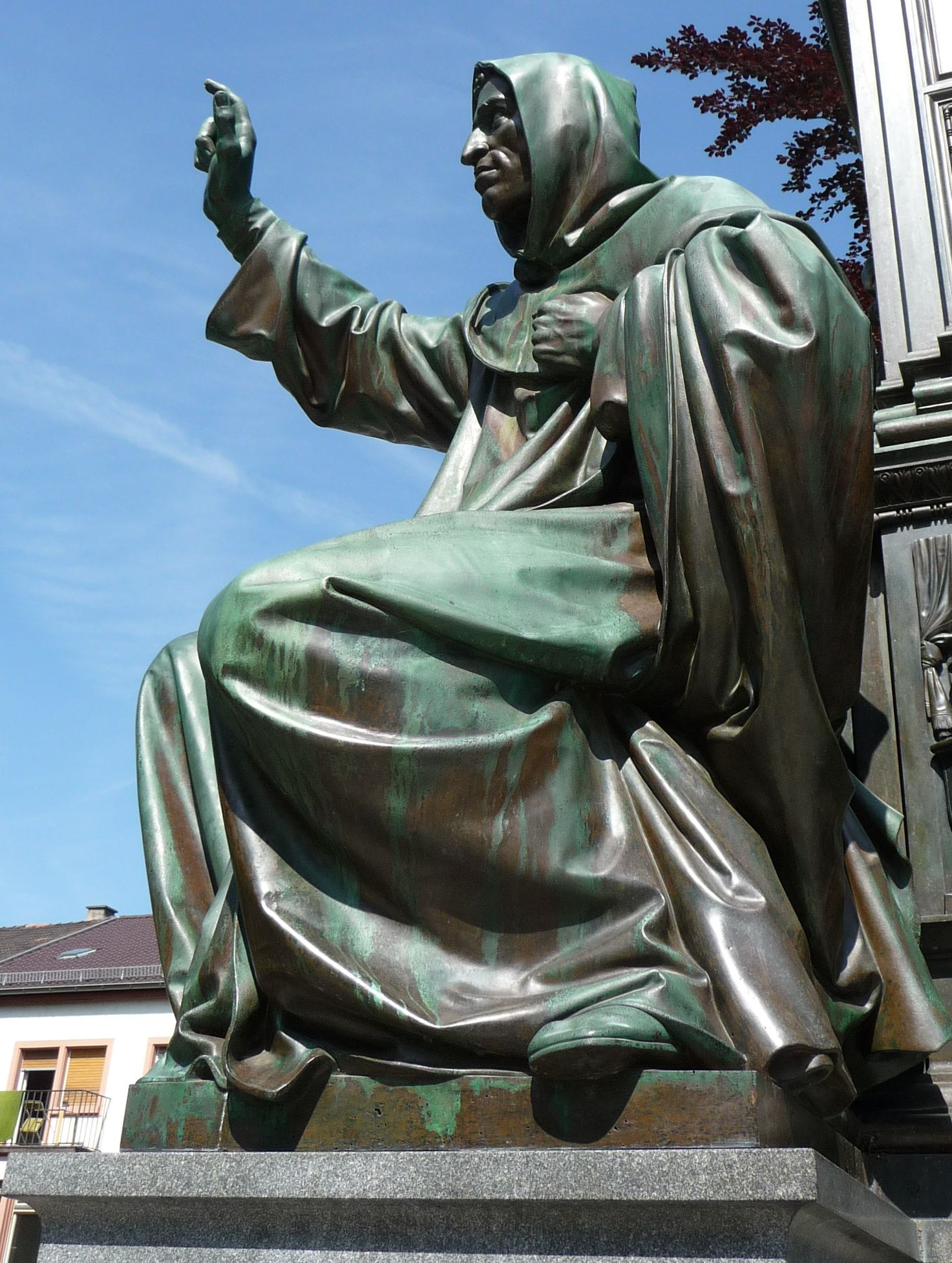
Jérôme Savonarole
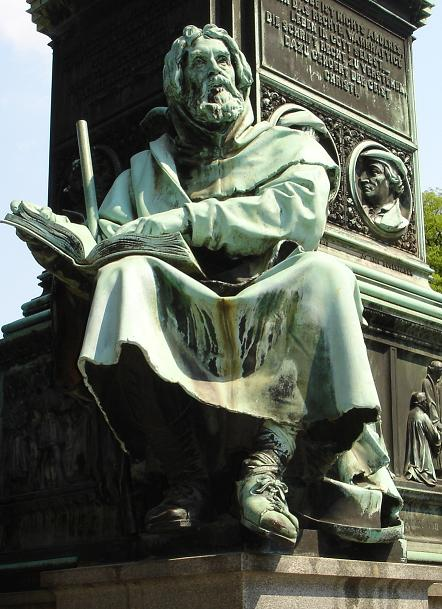
Petrus Waldus
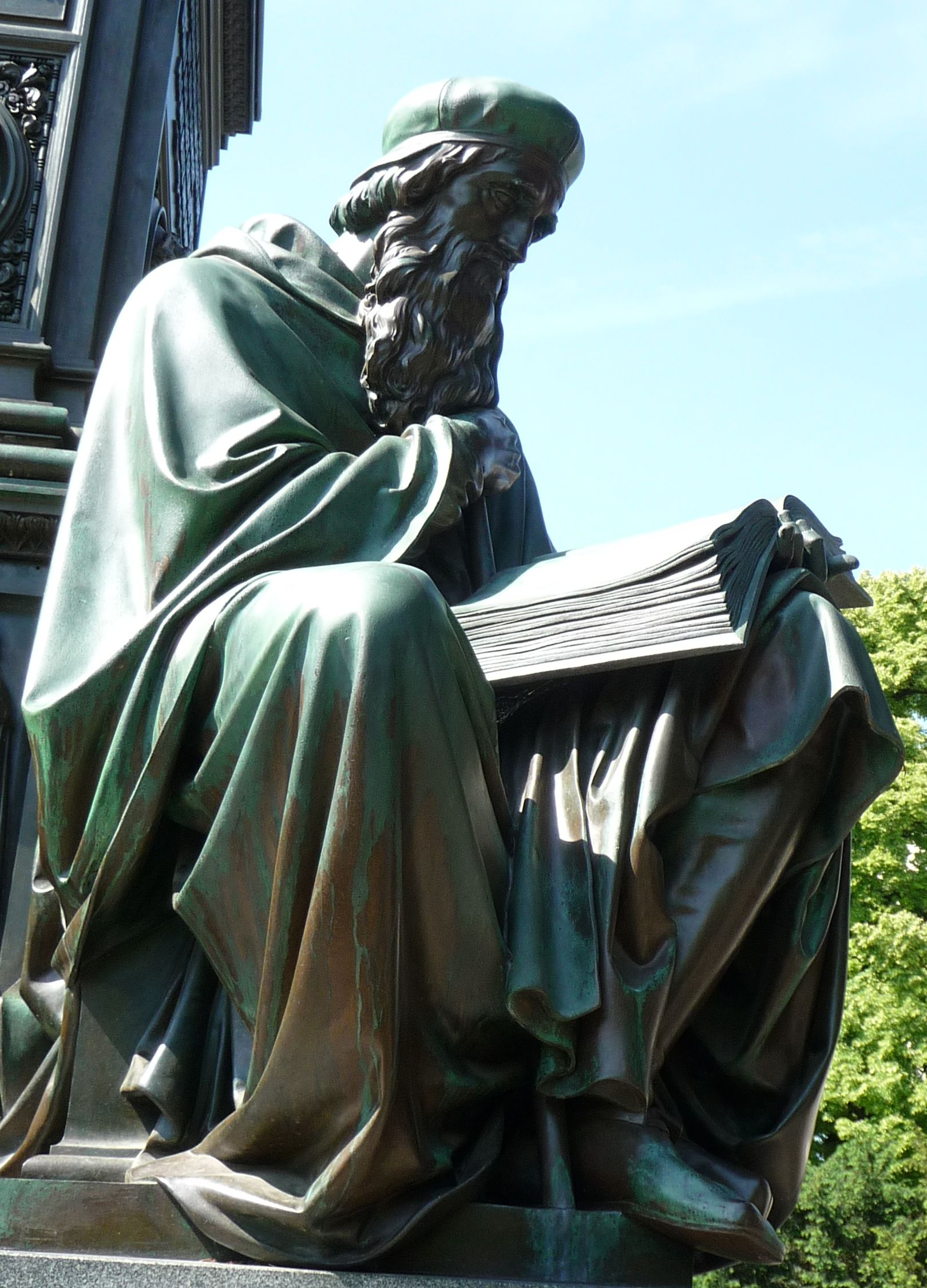
John Wycliff
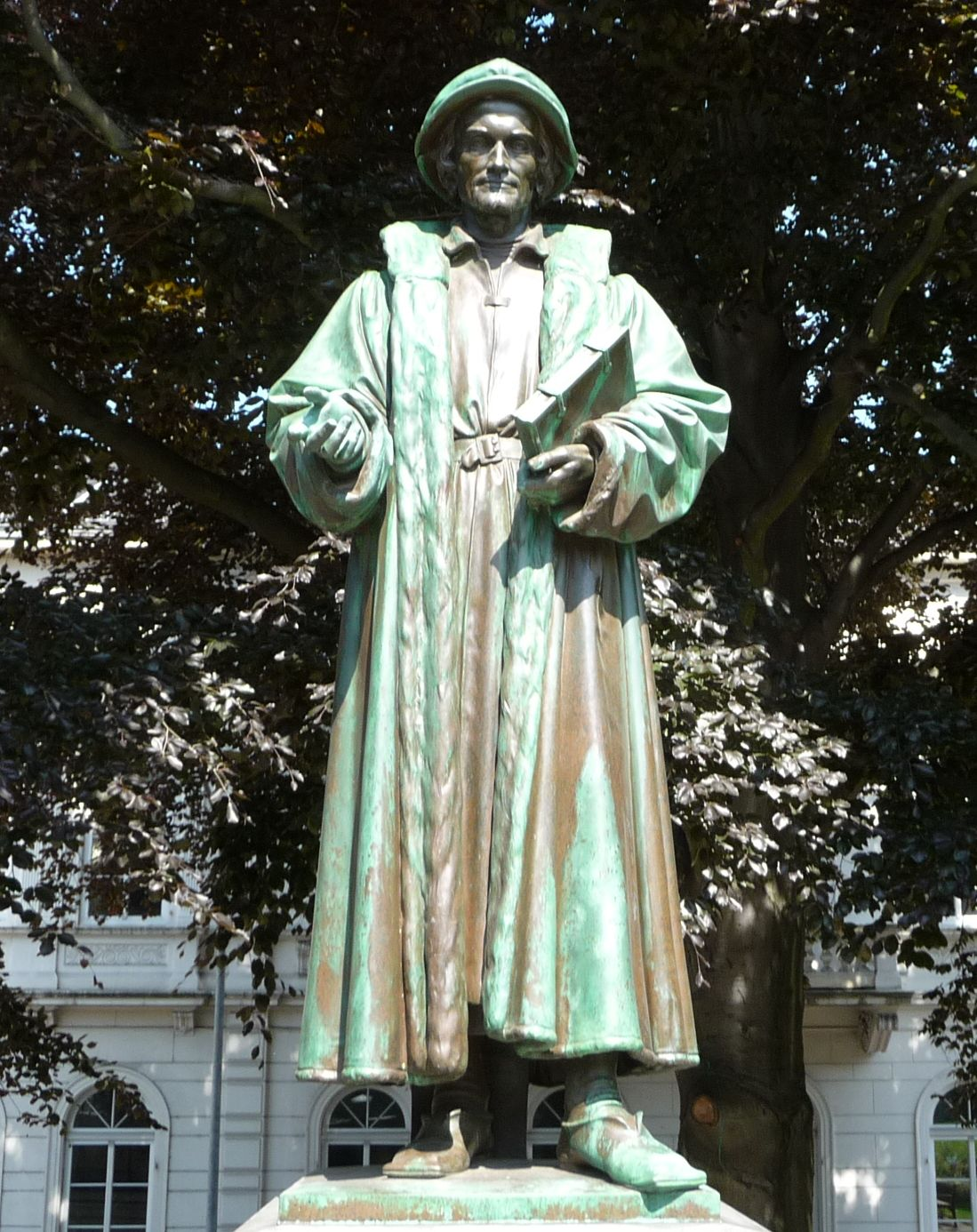
Philippe Mélanchthon
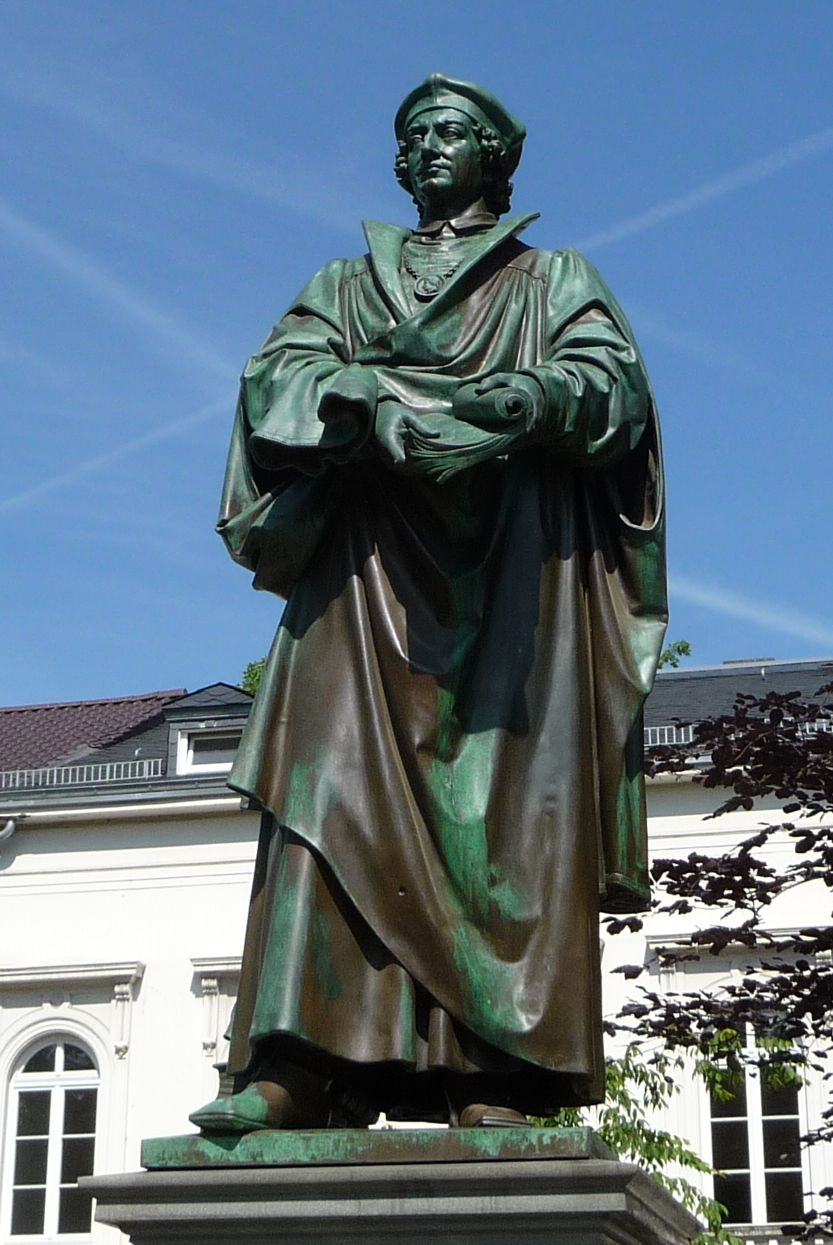
Johannes Reuchlin
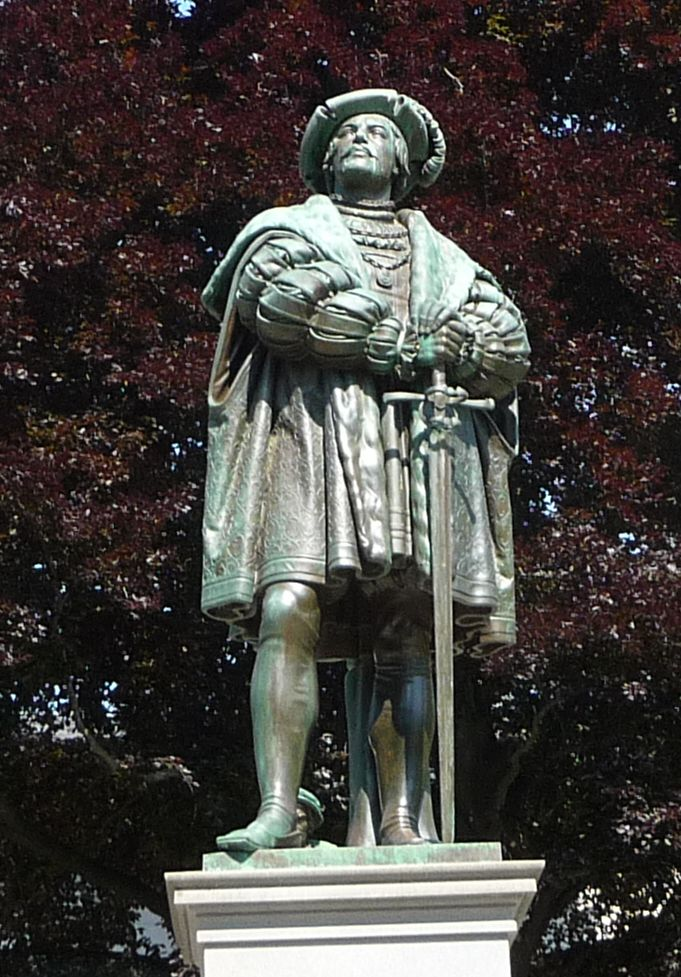
Philippe le Magnanime
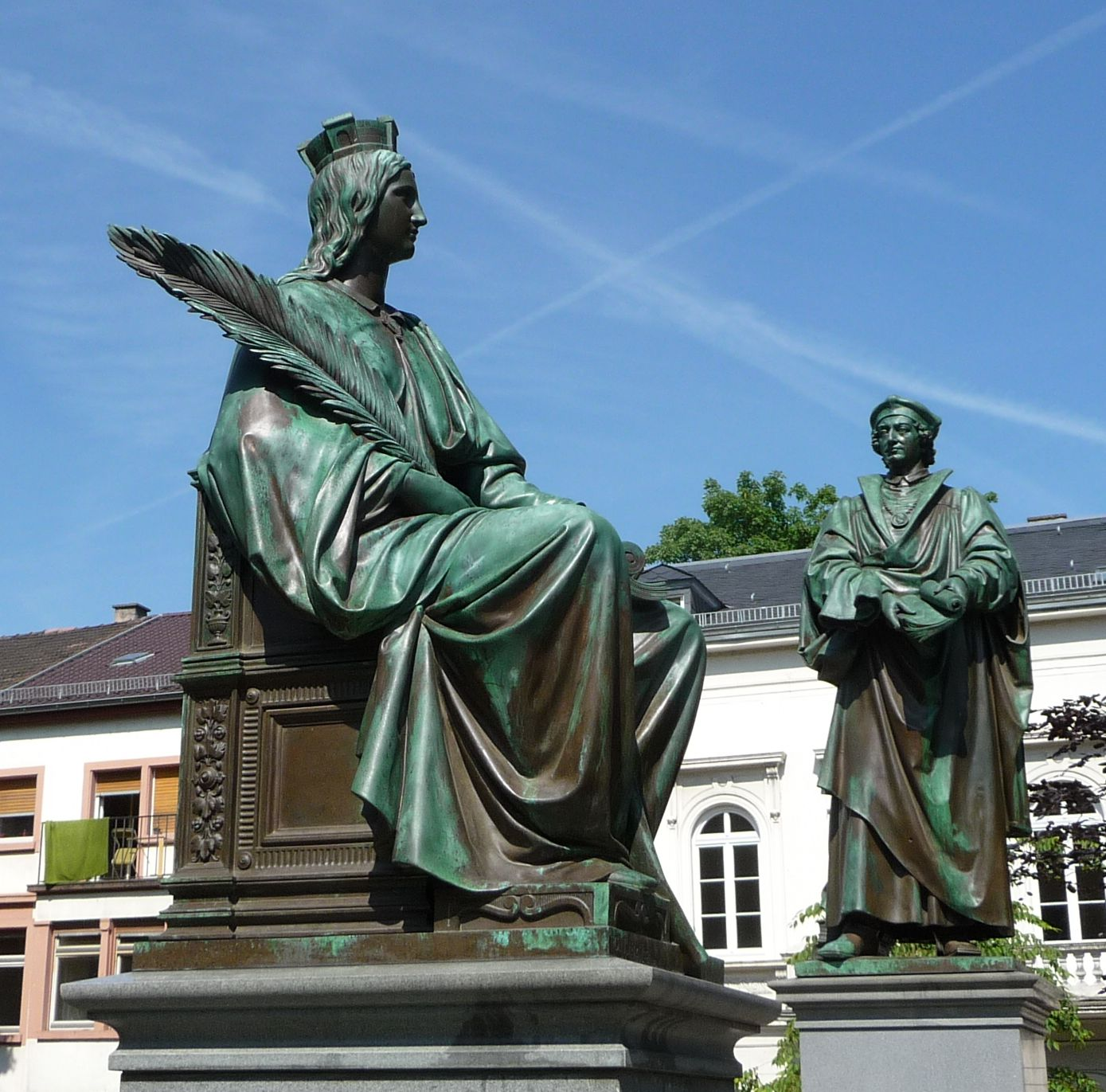
Augsbourg et Johannes Reuchlin
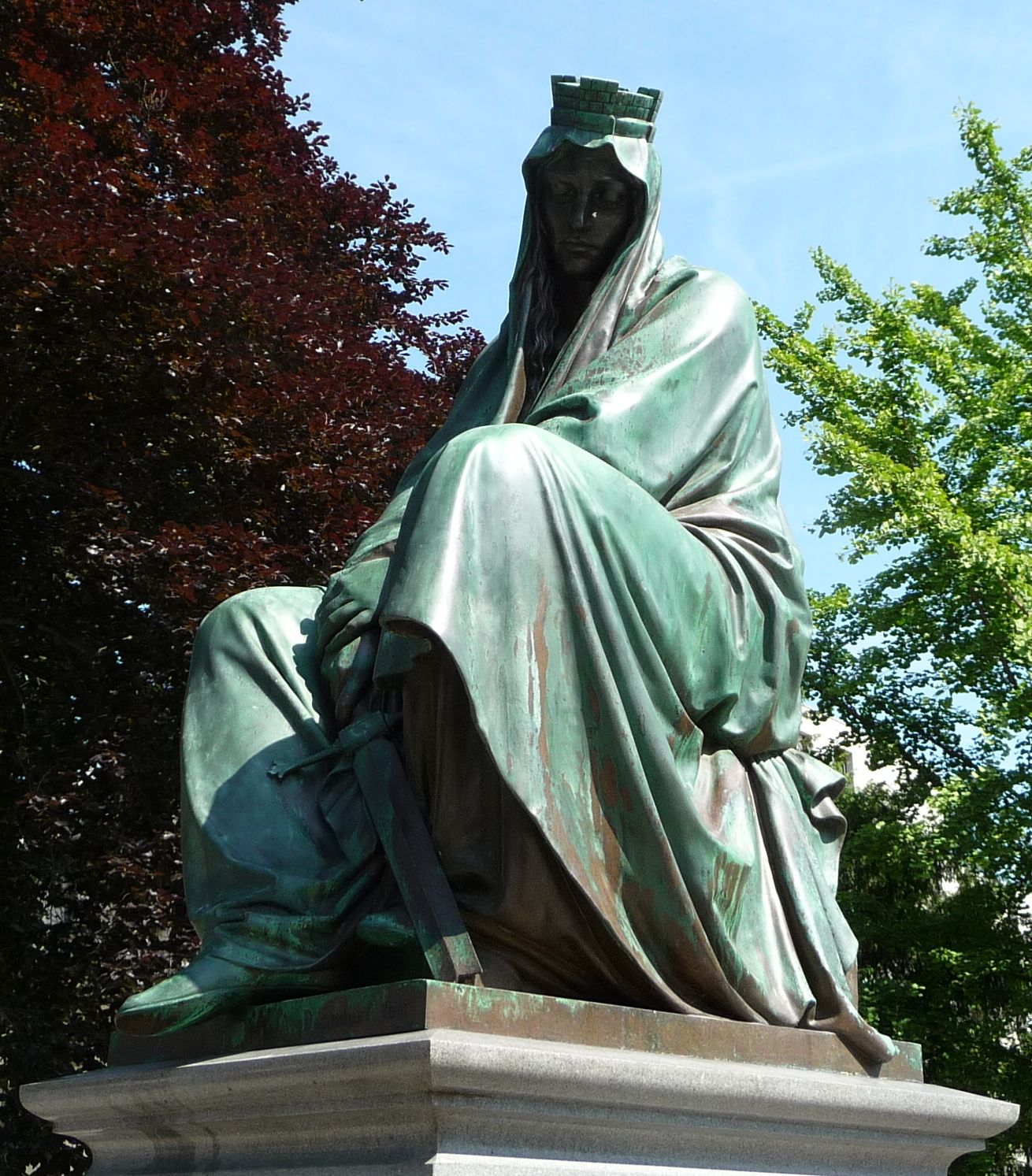
Magdebourg
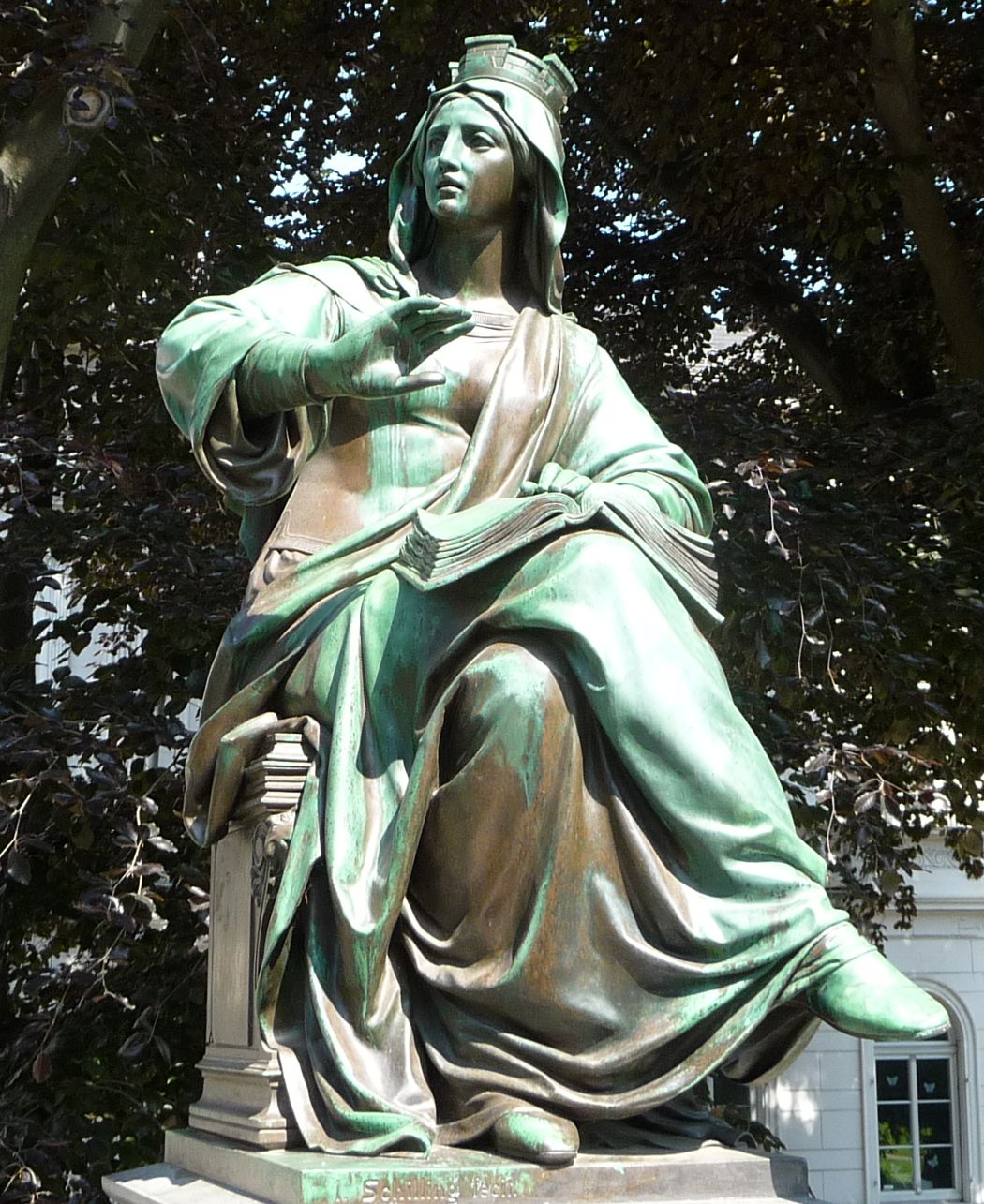
Spire
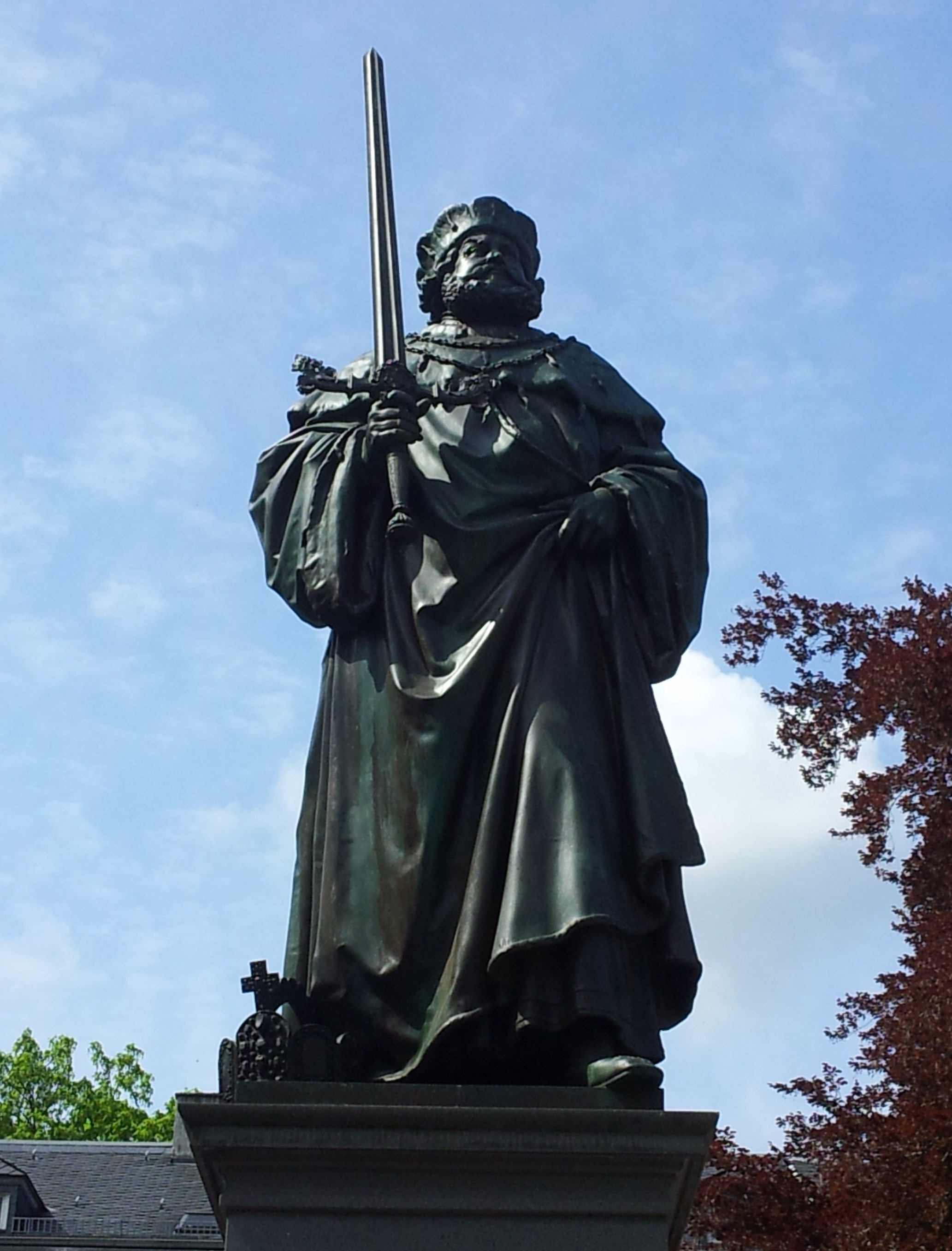
Frédéric III de Saxe

## Littérature
- Christiane Theiselmann : Das Wormser Lutherdenkmal Ernst Rietschels (1856–1868) im Rahmen der Lutherrezeption des 19. Jahrhunderts. Europäische Hochschulschriften, Francfort-sur-le-Main 1992.  (ISBN 3-631-44332-3)